# Detentionaire
A Detentionaire 2011-ben indult kanadai televíziós 2D-s számítógépes animációs sorozat, amelynek alkotója a Nelvana. 2011. szeptember 12-től 2015. január 29-ig, összesen 53 epizódon keresztül, 4 évadon keresztül sugározta a Teletoon. A sorozatot Daniel Bryan Franklin és Charles Johnston készítette, producere pedig Tracey Dodokin volt.
A történet középpontjában a középiskolás Lee Ping áll, akit a tizedik osztály első napján egy nagy csínytevéssel vádolnak, és egy teljes év elzárással büntetnek. Lee a barátai segítségével minden nap kiszökik a büntetésből, hogy kiderítse, ki állt valójában a csíny mögött, miközben megpróbálja elkerülni, hogy az iskola igazgatója, Barrage elkapja. Miközben megpróbálja tisztázni a nevét, Lee egy összeesküvést fedez fel az iskolán belül, amely a családjához kötődik.
A sorozat 4 évadból áll, amelyek egyenként 13 epizódból állnak, kivéve az elsőt, amely a pilot epizóddal együtt 14 részt tartalmaz.

## Szereplők
| Szereplő |
| -------- |
| Lee Ping |